# 리셋 증후군
리셋증후군(reset症候群)은 컴퓨터가 원활히 돌아가지 않거나 제대로 작동하지 않을 때 리셋 버튼만 누르면 처음부터 다시 시작할 수 있는 것처럼 현실세계에서도 리셋이 가능할 것으로 착각하는 현상을 일컫는 말이다. 
이 말은 1990년 일본에서 처음 생겨났는데, 대한민국에선 1990년대 말부터 등장하기 시작했고 서울지방경찰청 사이버 수사대에서는 인터넷 중독의 한 유형으로 꼽고 있다. 리셋 증후군 환자들은 문제가 있을 때 리셋버튼만 누르면 없던 일처럼 할 수 있는 컴퓨터와 같이 현실에서 실수를 하거나 잘못을 하더라도 리셋 버튼만 누르면 해결될 수 있다고 생각하는 증상이다.